# Walter Crickmer
Walter Raymond Crickmer (Wigan, 17 december 1899 – München, 6 februari 1958) was een Engels voetbaltrainer die ook 32 jaar clubsecretaris was van Manchester United.

## Biografie
Crickmer werd in 1926 clubsecretaris van Manchester United. Tussen 1931 en 1932 was hij een eerste keer hoofdtrainer van de club, van 1937 tot 1945 een tweede keer. Crickmer, die in 1945 als trainer werd opgevolgd door Matt Busby, was samen met toenmalig clubeigenaar James W. Gibson ook verantwoordelijk voor de jeugdacademie van Manchester United.
Op 6 februari 1958 kwam Crickmer om het leven tijdens de vliegramp van München. Crickmer, die een vrouw en een dochter achterliet, werd begraven in Stretford.